# Croton tiliifolius
Croton tiliifolius är en törelväxtart som beskrevs av Jean-Baptiste de Lamarck. Croton tiliifolius ingår i släktet Croton och familjen törelväxter. Inga underarter finns listade i Catalogue of Life.